# На бульварі Зі
На бульварі Зі (англ. On Ze Boulevard) — американська кримінальна кінокомедія режисера Гаррі Ф. Мілларда 1927 року.

## Сюжет
Гастон, французький офіціант, виграв велику суму і починає витрачати гроші без усякого контролю.

## У ролях
- Лью Коуді — Гастон Паскуаль
- Рене Адоре — Мусетт
- Антон Ваверка — Рібот
- Дороті Себастіан — Габі де Сільва
- Рой Д'Арсі
- Ерні Адамс
- Білл Елліотт